# Angela Muntean
Angela Muntean (n. 28 aprilie 1953, Cernavodă) este o autoare, cercetătoare și conferențiar universitar român, cunoscută pentru contribuțiile sale în domeniile matematicii aplicate, mecanicii fluidelor și oceanografiei, precum și pentru lucrările sale interdisciplinare care leagă știința de artă și poezie.

## Biografie
Angela Muntean a urmat studiile primare și gimnaziale în orașul natal, după care a absolvit Liceul „Mircea cel Bătrân” din Constanța, ca șef de promoție (1972). Între 1972–1976 a studiat la Facultatea de Matematică-Mecanică a Universității din București. A urmat apoi cursuri de specializare în astronomie și mecanica fluidelor.
După o perioadă de activitate în informatică, a predat matematică în învățământul liceal și ulterior universitar. Din 2000 a fost cadru didactic la Academia Navală „Mircea cel Bătrân” din Constanța, devenind conferențiar universitar în 2007. A obținut titlul de doctor în științe inginerești în 2004, cu o teză dedicată curenților marini din Marea Neagră.

## Activitate științifică și editorială
Angela Muntean a publicat numeroase cărți de specialitate, lucrări educaționale și interdisciplinare. Domeniile abordate includ aplicațiile matematicii, mecanica teoretică, mecanica fluidelor, trigonometria, precum și reflecții asupra matematicii dintr-o perspectivă artistică și umanistă.

### Cărți și culegeri publicate
1. *Elemente de mecanică teoretică*, Editura Academiei Navale „Mircea cel Bătrân”, Constanța, 2002
2. *Mecanica fluidelor*, Editura EX PONTO, Constanța, 2003
3. *Trigonometrie – Teorie și aplicații*, Editura MATRIX ROM, București, 2004
4. *Introducere în studiul curenților marini*, Editura Universității din Pitești, 2005
5. *Culegere de probleme de mecanică*, Editura MATRIX ROM, București, 2005.  Suport: eBook, tipărit
6. *Mecanică teoretică*, Editura MATRIX ROM, București, 2006
7. *Culegere de probleme de mecanica fluidelor* (coautor: Dumitru Ion Arsenie), Editura MATRIX ROM, București, 2008
8. *275 de probleme de mecanică*, Editura Academiei Navale „Mircea cel Bătrân”, Constanța, 2010
9. *Bazele mecanicii fluidelor* (coautor: Dumitru Ion Arsenie), Editura MATRIX ROM, București, 2012
10. *Probleme generale de mecanica fluidelor* (coautor: Dumitru Ion Arsenie), Editura MATRIX ROM, București, 2014
11. *Matematica eternă necunoscută* (coautor: L. Muntean), Editura Universitară, București, 2015/2019
12. *Frumoasa și utila matematică - Aplicatii ale matematicii în zece domenii ale cunoașterii* (coautor: L. Muntean), Editura Cartea Românească Educațional, Iași, 2021
13. *Arta și emoția matematică* (coautor: L. Muntean), Editura Cartea Românească Educațional, Iași, 2022
14. *Matematica între cer și Pământ* (coautor: L. Muntean), Editura Cartea Românească Educațional, Iași, 2025 

## Conferințe și articole
Angela Muntean a publicat numeroase articole științifice în volumele unor conferințe naționale și internaționale, în special în domeniul mecanicii fluidelor, oceanografiei și matematicii aplicate. A participat la manifestări academice organizate în România și în străinătate, susținând lucrări despre curenții marini, circulația apelor din Marea Neagră, metode numerice în hidrodinamică, precum și interdisciplinaritatea dintre știință și artă.
* „Asupra teoriei lui Sverdrup aplicată în cazul curenților din zona de coastă”, *Analele Științifice ale Universității Ovidius Constanța*, Seria Matematică, 2001, pp. 215–222.
* „Studiul curenților marini prin metode de calcul” (cu M. Popescu), *Revista Hidrotehnica*, aprilie–mai 2002.
* „Some Considerations Regarding the Use of the Numerical Methods for the Study of the Marine Currents”, *Preventing and Fighting Hydrological Disasters*, Timișoara, 2002.
* „About the Use of the Numerical Methods for the Study of the Black Sea Waters Circulation”, *Tehnonav 2002*, Universitatea Ovidius Constanța.
* „Variația unghiului dintre direcția vântului și direcția curentului de suprafață ca funcție de adâncime” (cu L. Muntean), *Buletinul Universității din Pitești*, 2003.
* „Fluxul de apă al curenților de derivă și de pantă”, *INCDM Constanța*, 2003.
* „Romanian Shore Currents – Influence of Salinity”, *International Symposium Civil Engineering 2004*, Constanța.
* „About the equations of motion for the Black Sea water circulation”, *Applied Industrial Mathematics*, Pitești, 2005.
* „On the influence of the wind to the Black Sea waters circulation on the Romanian Continental Slope”, *37th International Scientific Symposium MApN*, București, 2006.
* „Ekman Currents on the Romanian Black Sea Shore”, *16th Conference on Applied and Industrial Mathematics*, Oradea, 2008.
* „About Ekman currents in Shallow Waters” (cu C. Moroianu, M. Bejan ș.a.), *19th International DAAAM Symposium*, Trnava, Slovenia, 2008.
* „Science, art and raindrop falling”, *22th International Conference NAV-MAR-EDU*, Constanța, 2011.
* „On the raindrop motion”, *Congress of Romanian Mathematicians*, Iași, 2015.

## Lucrări interdisciplinare
Angela Muntean este autoarea unor prezentări și conferințe precum:
- „Oceanografia între matematică și poezie” (2011)
- „Science, art and raindrop falling” (2011)
- „Lumea adâncurilor între știință și artă” (2011)

## Galerie

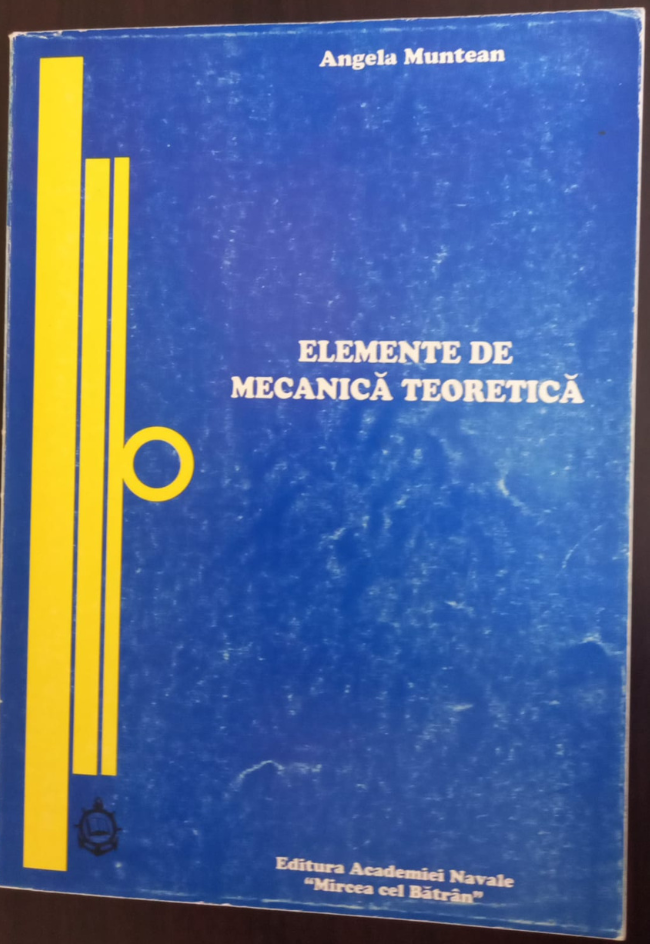
Elemente de mecanică teoretică
275 de probleme de mecanică
Introducere în studiul curenților marini
Culegere de probleme de mecanică
Probleme generale ale mecanicii fluidelor
Culegere de probleme de mecanica fluidelor
Mecanica teoretică
Bazele mecanicii fluidelor
Matematica - eterna necunoscută
Frumoasa și utila matematică
Arta și emoția matematică
Matematica intre cer și pământ